# Forcipomyia tangae
Forcipomyia tangae är en tvåvingeart som beskrevs av Jean-Jacques Kieffer 1913. Forcipomyia tangae ingår i släktet Forcipomyia och familjen svidknott.
Artens utbredningsområde är Tanzania. Inga underarter finns listade i Catalogue of Life.